# BLUE DRAGON presents 三日月の散歩
BLUE DRAGON presents 三日月の散歩（ブルードラゴンプレゼンツ みかづきのさんぽ）はTOKYO FM、fm osaka、FM AICHIで放送されたラジオ番組。

## 概要
2006年10月7日から同年12月30日まで毎週土曜日の21:00から21:30にTOKYO FM、fm osaka、FM AICHIで放送。ゲーム音楽クリエイター植松伸夫が毎週様々なジャンルのクリエイターを迎えて、未来をテーマにトークをする番組。
番組内でオンエアされる楽曲はゲストに関する曲のほか、植松伸夫が選んだ「未来に残したい曲」、もしくは『ブルードラゴン』の楽曲であった。オープニングは『ブルードラゴン』のBGM「水辺」。
ゲストに「30秒で5つの質問」に答えてもらいその回答についてトークをするということと、番組の最後に「何年後かの未来を想定した予言」をしてもらうことが恒例となっていた。

## 放送期間
2006年10月7日〜2006年12月30日（全13回放送）

## 放送時間
土曜21:00〜21:30（TOKYO FM、fm osaka、FM AICHIとも同じ）

## 出演
- 植松伸夫（ゲーム音楽クリエーター、BLUE DRAGONの音楽を担当）
- 古賀涼子（TOKYO FMアナウンサー）

## 提供
Xbox 360用ゲームソフト「BLUE DRAGON」

## ゲスト
1. 小泉徳宏（映画監督）
2. 村山由佳（作家）
3. 竹本泰蔵（指揮者）
4. 箭内道彦（クリエイティブディレクター）
5. 宇津木えり（ファッションデザイナー）
6. 枡野浩一（歌人）
7. 中山博之（ピアニスト、作編曲家）
8. ハービー山口（写真家）
9. 坂口博信（ゲームデザイナー）
10. 川澄綾子（声優）
11. 安斎肇（イラストレーター、デザイナー、ソラミミスト）
12. シェルパ斉藤（バックパッカー、作家）
13. ゲストなし、質問コーナーおよび予言コーナーはパーソナリティーの植松伸夫が担当。